# Хайтам Алеесамі
Хайтам Алеесамі (норв. Haitam Aleesami, нар. 31 липня 1991, Осло, Норвегія) — норвезький футболіст марокканського походження, фланговий захисник кіпрського клубу «Аполлон» та національної збірної Норвегії.

## Клубна кар'єра
Уродженець Осло Хайтам Алеесамі починав займатися футболом у місцевому клубі «Скейд». Та в основі клубу футболіст так і не зіграв. А свій дебют у професійному футболі Алеесамі відмітив у серпні 2012 року у складі клубу «Фредрікстад». З яким у тому сезоні він покинув Тіппелігу. Погравши два сезони у Другому дивізіоні, на початку 2015 року як вільний агент Алеесамі перейшов до шведського «Гетеборг». У Швеції він провів два сезони і в перший сезон разом з клубом виграв національний Кубок.
Перед початком сезону 2016/17 Алеесамі підписав контракт з італійським «Палермо». Та вже за результатами першого ж сезону виетів з клубом до Серії В. Погравши там ще два сезони, футболіст перебрався до сусідньої Франції, де один сезон захищав кольори клубу «Ам'єн». З жовтня 2020 по серпень 2021 Алеесамі грав у російському «Ростові».
У серпні 2021 року Алеесамі підписав дворічний контракт з кіпрським «Аполлоном».

## Збірна
Маючи марокканське походження, Хайтам Алеесамі на міжнародному рівні обрав збірну Норвегії, де він виступає з 2015 року.

## Досягнення
- Переможець Кубка Швеції (1):

«Гетеборг»: 2014/15
- Чемпіон Кіпру (1):

«Аполлон»: 2021/22